# Седам младих
Седам младих је први студијски албум ансамбла Седморица младих, смиксан и издат у Љубљани, а објављен под издавачком лиценцом РТВ Љубљана 1977. године, док је плоче албума изграђивао Југотон. Песме на албуму су кантри, поп и етно музичког правца.

## Списак песама
1. „Све је лепо са 17 година“ – 3:23
2. „Погледај ме само“ – 3:10
3. „Пољуби ме на киши“ – 3:20
4. „Мансарда“ – 2:25
5. „That lucky old sun“ – 2:48
6. „Маестро и виолина“ – 3:52
7. „Отац и син“ – 3:09
8. „Емина“ – 2:48
9. „Туга“ – 2:45
10. „Ти си моје све“ – 3:45
11. „Почасни круг“ – 4:09
12. „Tiger rag“ – 2:32

## Фестивали
Сплит:
- Наш дом, '69